# Upa!
Upa! es una banda de rock chilena originaria de Santiago y formada en 1985, cuyo estilo era new wave influenciado por el jazz rock. Sus integrantes son Pablo Ugarte (voz y bajo), Sebastían Piga (guitarra, saxofón), Mario Planet (voz y guitarra) y Octavio Bascuñán (batería).
Durante los años 1980, Upa! logró no sólo demostrar mayor valor artístico que la serie de bandas que compitieron con ellos durante el llamado boom de la época, sino también establecerse como referente de un modo de composición de inequívoco espíritu urbano. A diferencia de sus contemporáneos, Los Prisioneros, el grupo optó por una reflexión social más sutil y metafórica, anclada de modo importante en la new wave inglesa y con timbres novedosos, como el saxofón de Sebastián Piga y la inconfundible voz de Pablo Ugarte considerado uno de los mejores cantantes del rock chileno de los 80.
Con canciones como «Ella llora», «Cuando vuelvas» y «La bamba», Upa! se convirtió en uno de los grupos más populares de la década. Su planteamiento intentó mantenerse fiel a tres principios autoestablecidos: "Tocar bien, cantar inteligente y tener un estilo personal". Luego de un largo receso, la banda volvió a los escenarios y la publicación discográfica a fines de los años 1990 y casi con su misma formación original. Desde entonces se reúnen de modo periódico, si bien sus integrantes privilegian sus actividades personales.
A partir de 2016, y con dos nuevos integrantes luego de la partida de Pablo Ugarte, el grupo retoma una actividad sostenida.

## Historia
De modo conjunto, Pablo Ugarte (bajo y voz), Mario Planet (guitarra, teclado), Sebastián Piga (saxo) y Octavio Tavo Bascuñán (batería) reformularon hacia el año 1985 al grupo Generaciones (parcialmente experimental) para formar un proyecto más ajustado al pop. Upa! fue un nombre elegido, según ellos, por ser "el más ridículo" que pudo ocurrírseles, aunque con el tiempo tomó una lectura optimista:

Cuando no había nada, tirar para arriba de todos modos. Upa, chalupa.
 Pablo Ugarte

Debutaron en el céntrico teatro Cámara Negra. Dispuestos a profesionalizar su trabajo, el grupo logró grabar al poco tiempo su primer disco. Su álbum debut homónimo fue editado en 1986 y se destacaron singles como «Sueldos» y «Fotonovelas», más algunas reflexiones de amarga reflexión urbana como: «Las masas son gente» y «La nada», casi siempre en torno a la soledad inherente a la vida en Santiago. En ese álbum podía encontrarse además «África», uno de los primeros temas de influencia reggae grabados por un grupo local. El trabajo se publicó también en Uruguay, Perú y Argentina.
Con un sonido sofisticado pero amable, Upa! logró equilibrar las dos dicotómicas tendencias pop de la época, a medias entre la feroz crítica contingente hacia Los Prisioneros y el ansia comercial de, por ejemplo, Cinema. Con estos últimos coincidieron en el XXVIII Festival Internacional de la Canción de Viña del Mar, aunque la experiencia fue contraproducente: el debut a gran escala de Upa! fue recibido con sonoras pifias de un público que aún no conocía sus canciones. El grupo tuvo una merecida revancha unas semanas más tarde, cuando se unió en la misma Quinta Vergara al cartel que tuvo por primera vez a los argentinos Sumo en Chile (también lo hicieron el grupo argentino G.I.T. y los locales Aparato Raro), menos de un año antes del muerte del italo-escocés y posteriormente nacionalizado argentino Luca Prodan.
Para su segundo lanzamiento, Que nos devuelvan la emoción (1988), el grupo ya había incorporado a María José Levine (ex Primeros Auxilios) como vocalista y tecladista. Su novedosa versión para el tradicional «Río, río» —también incluido en la banda sonora del filme Sussi, de Gonzalo Justiniano— y temas como «Ella llora» fueron lo más destacado de un álbum en el que el grupo confirmó su identidad y logró legitimar una lectura más trabajada del pop en español, a través de un cancionero de marcado carácter sentimental, con letras de excepcional sensibilidad para el medio y no pocos versos de amor.
El ritmo de presentaciones y generosa difusión radial se mantuvo hasta 1990, cuando con la producción del músico argentino Andrés Calamaro la banda grabó Un día muy especial, su tercer álbum. El medio acusaba recibo de la decaída general del pop "ochentero", y el sonido más roquero de este trabajo apenas pudo contra la corriente. De modo casi simultáneo a Los Prisioneros, Upa! se despedía en 1991.

### Reuniones posteriores
Mario Planet viajó a Francia y fundó el grupo Santiago, con quienes publicó un disco homónimo que Alerce editó localmente en 1996. Sebastián Piga trabajó como músico de sesión y en bandas televisivas, María José Levine formó junto a su hermano Sebastián (entonces en Electrodomésticos) el combo de pop tropical María Sonora, y Ugarte rotó por un sinfín de bandas, de entre las cuales destacaron La Dolce Vita, Los Barracos y Los Ex, esta última también con Octavio Bascuñán en batería.
Pero una invitación a reunirse formulada por radio Zero en agosto de 1996 tentó a Upa! con una reunión. Planet viajó especialmente desde Francia para preparar el concierto de regreso, que luego se tradujo en un disco, en el que el grupo esquivó intencionalmente una mera revisión de sus grandes éxitos. No haremos arqueología de nosotros mismos, advirtió Piga. Así, editaron la placa Punto infinito (1999) para la carátula la banda sacó de su nombre el signo final de exclamación y bajó las letras mayúsculas, quedando simplemente como Upa, que mostró un sonido inédito y más roquero, ya sin teclados y una presencia casi ínfima del saxofón y el cual fue destacado en radios por el sencillo homónimo.

Quisimos entregar nuevas cosas al cancionero popular chileno y consolidarnos más allá de los años ochenta
Reportaje a Pablo Ugarte.

El registro del lanzamiento de ese disco, en junio de 1999 en el Teatro Providencia, se editó bajo el título En vivo.
Desde hacía unos meses, el grupo venía trabajando con Cristián Freund (ex Santa Locura) como guitarrista estable. Los años venideros han combinado reuniones esporádicas del cuarteto original (casi siempre para recitales en locales de mediana capacidad, a excepción de un show masivo en diciembre de 2005 en el teatro Providencia) con las actividades profesionales independientes de sus integrantes. Entre otros proyectos, Sebastián Piga editó un disco junto al proyecto electrónico Andxpress (La Miss Chile, 2004) y otro con los populosos The Gutiérrez Experience, además de colaborar con Pablo Herrera en un sorprendente giro electrónico de parte del cantautor. Pablo Ugarte se asoció durante un tiempo a Cuti Aste y Eduardo Lalo Parra para el proyecto de cueca Los Churi-Churi y luego ofreció varias presentaciones en vivo como solista.
Para el año 2013, Upa! indicó a Emiliano Aguayo, autor del libro Las Voces de los '80 (Ril editores, 2012), que se vendría otro trabajo que contendrían nuevas canciones y un gran concierto, por primera vez, en el Teatro Caupolicán; el disco fue anunciado en 2015, bajo el título de Presente.
Según algunos rumores y mitos urbanos, las letras iniciales del nombre de la banda (U-P-A), forman una sigla escrita al revés (A-P-U), que serían las letras iniciales del nombre del general Augusto Pinochet Ugarte, que por aquel entonces aún estaba en el poder. Por esta razón y además por el alcance de apellidos del vocalista con el dictador (llegando a correr el rumor de que Pablo era su sobrino), algunas personas creyeron que Upa! era una banda pinochetista. Sin embargo, en una entrevista en Radio Universo de 2008, dos integrantes de Upa! manifestaron su total oposición a la dictadura de Pinochet; de hecho, por lo menos dos integrantes del grupo participaron en varios tipos de acción clandestina contra la dictadura entre 1979 y 1982.
En 2016, luego de publicar Presente solo en formato numérico, Pablo Ugarte decide dejar el grupo, lo cual lleva a Bascuñán, Piga y Planet a replantearse el formato de la banda.
La decisión tomada fue de integrar un bajista y un cantante, y continuar el trabajo de creación. Para el rol de bajista, la búsqueda no fue larga y el nombre de Mauricio Olivares apareció como el más evidente. Olivares había sido uno de los integrantes originales de Generaciones, banda previa a Upa!, y había además tocado con todos los integrantes en varias bandas alternativas, como “Tam Tam Reggae”, proyecto de Bascuñán y Planet. Para tomar el lugar de la voz del grupo, la elección fue Daniel Donoso, joven cantante, pero con una trayectoria ya sólida. Al decir de los fundadores, su timbre, pero también su espíritu musical se integraba perfectamente con el de la banda.

## Discografía
Álbumes
- Upa! (1986)
- Que nos devuelvan la emoción (1988)
- Un día muy especial (1990)
- Punto infinito (1999)
- Presente (2015)

Compilaciones
- Lo mejor de Upa! (1993)
- Antología Upa! (1995)
- Upa! En vivo (1999)

## Reedición
- Upa! (1996-2006)
- Que nos devuelvan la emoción (1998)

## Videoclips
- La bamba (1986)
- Sueldos (1986)
- Cuando vuelvas (1986)
- Creo que voy a morir (1988)
- Ella llora (1988)
- Río, río (1988)
- Santiago (1991)
- Punto infinito (1999)